# クラウディウス・ゴティクス
マルクス・アウレリウス・クラウディウス・ゴティクス（ラテン語: Marcus Aurelius Claudius Gothicus、213年/214年5月10日 - 270年1月～4月）は、ローマ帝国の皇帝（在位：268年 - 270年）。クラウディウス2世とも。
軍人皇帝の一人。ローマ市民には人気を博し、神として祀られた。その統治は比較的堅実であり、たびたび北方民族の襲来を破った。弟にクィンティッルスがいる。

## 生涯
213年或いは214年5月10日に生まれた。その素性は不詳であり、パンノニア出身ともダルマチア出身とも伝えられる。皇帝ゴルディアヌス2世の私生児との噂もあったようだが、おそらくは卑賤の出と考えられている。
皇帝ガッリエヌス死後の混乱を平定し、268年に帝位についてほどなく（あるいはその翌年。史料により異なる）パンノニアに侵入したゴート族を自ら出陣して破った（ナイススの戦い）。このときに後に皇帝となるルキウス・ドミティウス・アウレリアヌスも将軍として従軍した。これによってゴート族をドナウ川より後退させた。そのため、ゴート族を征した者という意味の「ゴティクス」の添名を得た。
こののち数ヵ月後、同年にアルプス山脈を越えてゲルマン人の一氏族アラマンニ族が来寇すると、ただちに軍を向けてこれを破った。また、ガリアやヒスパニアに割拠していたガリア帝国の攻略に取り組むも、皇帝マルクス・ピアウォニウス・ウィクトリヌスの奮戦に遭った。ガリア帝国が最終的に滅ぼされたのはアウレリアヌスの治世下であった。
269年にヴァンダル族がパンノニアに来寇するとこれに兵を向けたが、陣中で疫病にかかり、270年1月に没した。クラウディウスの後継に弟クィンティッルスが即位したが、アウレリアヌスに打倒された。

## コンスタンティウス1世とその子孫達との関係
『ローマ皇帝群像』によれば、テトラルキア時代のローマ皇帝の一人でコンスタンティヌス1世の父であるコンスタンティウス1世は、ダルダニアから来た貴族エウトロピウスとクラウディウスとクィンティッルスの姪クラウディアとの間に生まれた息子である。つまり、コンスタンティウス1世はクラウディウスとクィンティッルスの大甥にあたることになり、コンスタンティウス1世の子孫達はクラウディウスやクィンティッルスと血縁関係を持つことになる。しかし、この系譜はコンスタンティウス1世の孫にあたるコンスタンティヌス2世による捏造で、地位が高い2人の末裔に見せかけたかったのだろうと多くの歴史家は考えており、コンスタンティウス1世とクラウディウスやクィンティッルスとの間に血縁関係は存在しないとの見方が有力である。